# Церковь Святого Войцеха (Кросно)
Церковь Святого Войцеха и Богоматери Ченстоховской (пол. Kościół św. Wojciecha i Matki Bożej Częstochowskiej w Krośnie) — католическая церковь, находящаяся в городе Кросно, Подкарпатское воеводство. Приход входит в архиепархию Пшемысля Римско-католические церкви. Архитектурный памятник Подкарпатского воеводства, входящий в туристический маршрут «Путь деревянной архитектуры».

## История
Церковь Святого Войцеха XV века стоит на месте древнего храма XI века в так называемом Верхнем пригороде на Заводзе, где в X веке находилась самая старая часть города Кросно. По преданию, на этом месте отдыхал святой Войцех-Адальберт во время путешествия из Праги в Гнезно. Во время археологических раскопок был обнаружен металлический крест X века.
Храм был освящен в 1460 году. В 1903 году его реконструировали по проекту Тадеуша Стрыеньски. Алтарь в стиле маньеризма был создан в начале XVII века. Боковые барочные алтари 1785 года: левый освящен в честь Святого Войцеха, правый в честь Святой Розалии. В церкви находятся картины XVIII века и три скульптуры.